# Forrai Sándor (építész)
Forrai Sándor, születési és 1881-ig használt nevén Fischbein Sándor (Nádudvar, 1868. július 18. – Hajdúhadház, 1951. december 6.) székesfővárosi mérnök, építész.

## Élete
Forrai (Fischbein) Henrik (1837–1906) nagybirtokos, Hajdú vármegye megyebizottsági tagja és Karpelesz Fanni (1844–1917) fiaként született zsidó családban. Középiskolai tanulmányait 1878 és 1886 között a Budapesti Ágostai Hitvallású Evangélikus Főgimnáziumban végezte. Egy ideig I. oszt. segédmérnökként szerepelt, 1911-től mérnök. Az első világháború idején, 1915-ben a Központi Segítő Bizottság Népélelmező osztálya építési ellenőri feladatokra alkalmazta. 1919-ben műszaki tanácsossá választották.
1934-ben nyugdíjas tisztviselőként tartották nyilván.
1951. december 6-án Hajdúhadházán hunyt el végelgyengülésben. Halálát Forrai József jelentette be.

## Ismert épületei
Több épület megtervezése fűződik a nevéhez. 1898–1899-ben egy óvodát tervezett. A létesítmény – amely egyike volt a főváros első óvodáinak – mai neve Angyalkert Tagóvoda (Budapest, Angyalföldi út 1-3.).
Részt vett Bárczy István kislakás- és iskolaépítési programjában, melynek keretében 1911–1912-ben egy iskolát tervezett a Budapest III. kerületi Raktár utca 1-be. A Miklós-téri elemi fiú és leányiskola napjainkban Alternatív Közgazdasági Gimnázium néven működik.
1918-ban Tüdőbeteggondozó intézetek tervezésére kérték fel (az építkezés megvalósulása nem ismert).

## Képtár

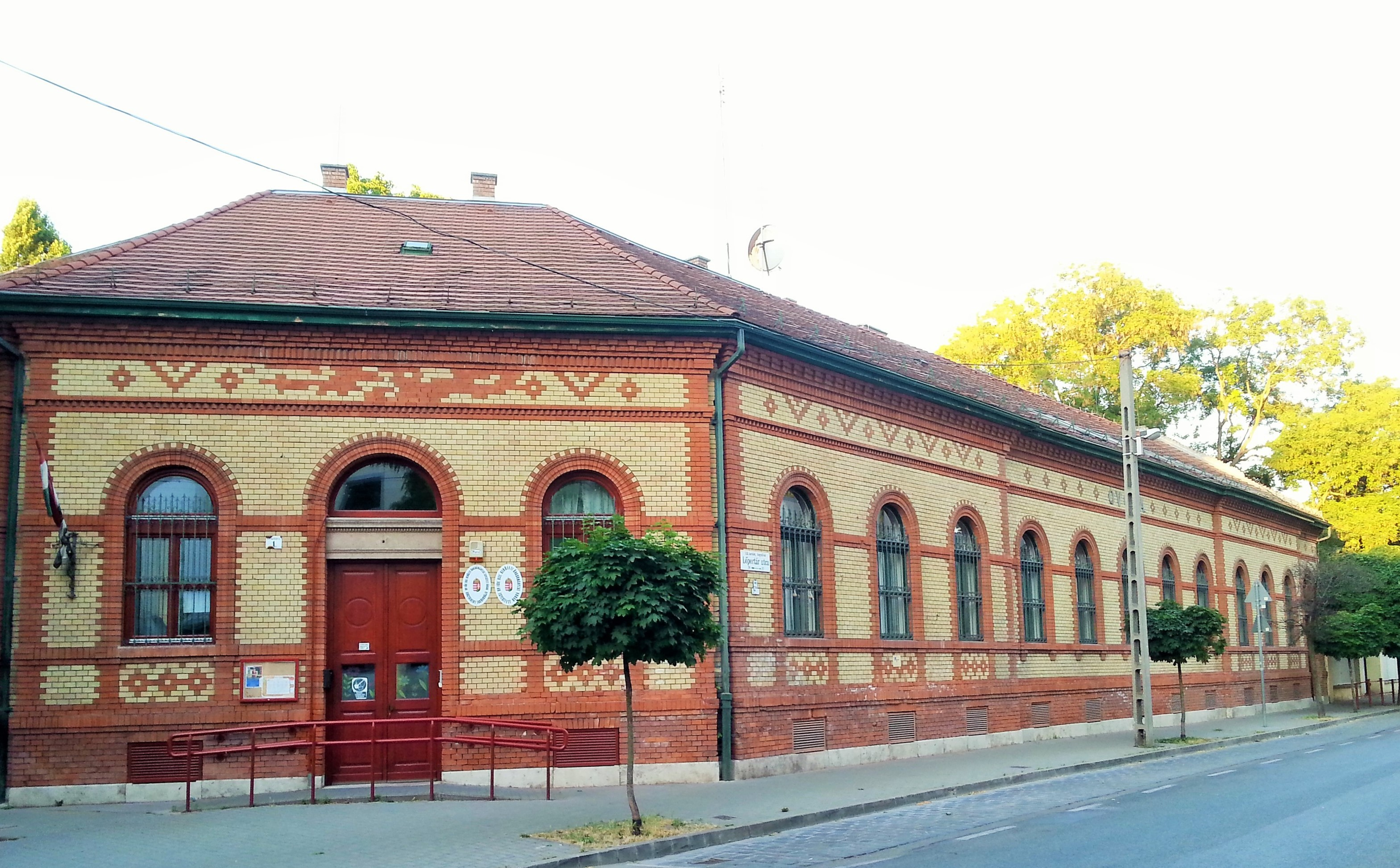
Angyalkert Tagóvoda
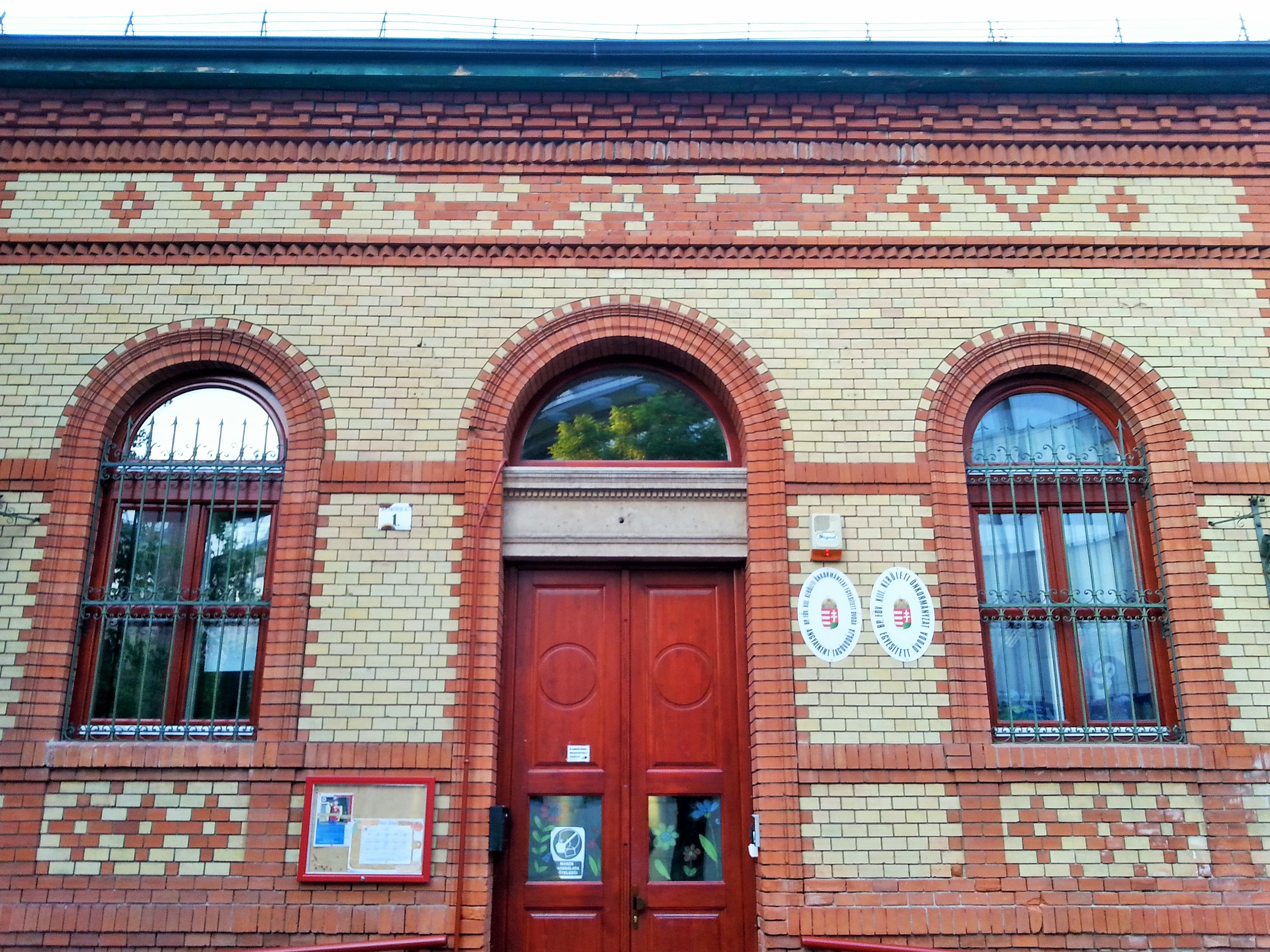
Angyalkert Tagóvoda
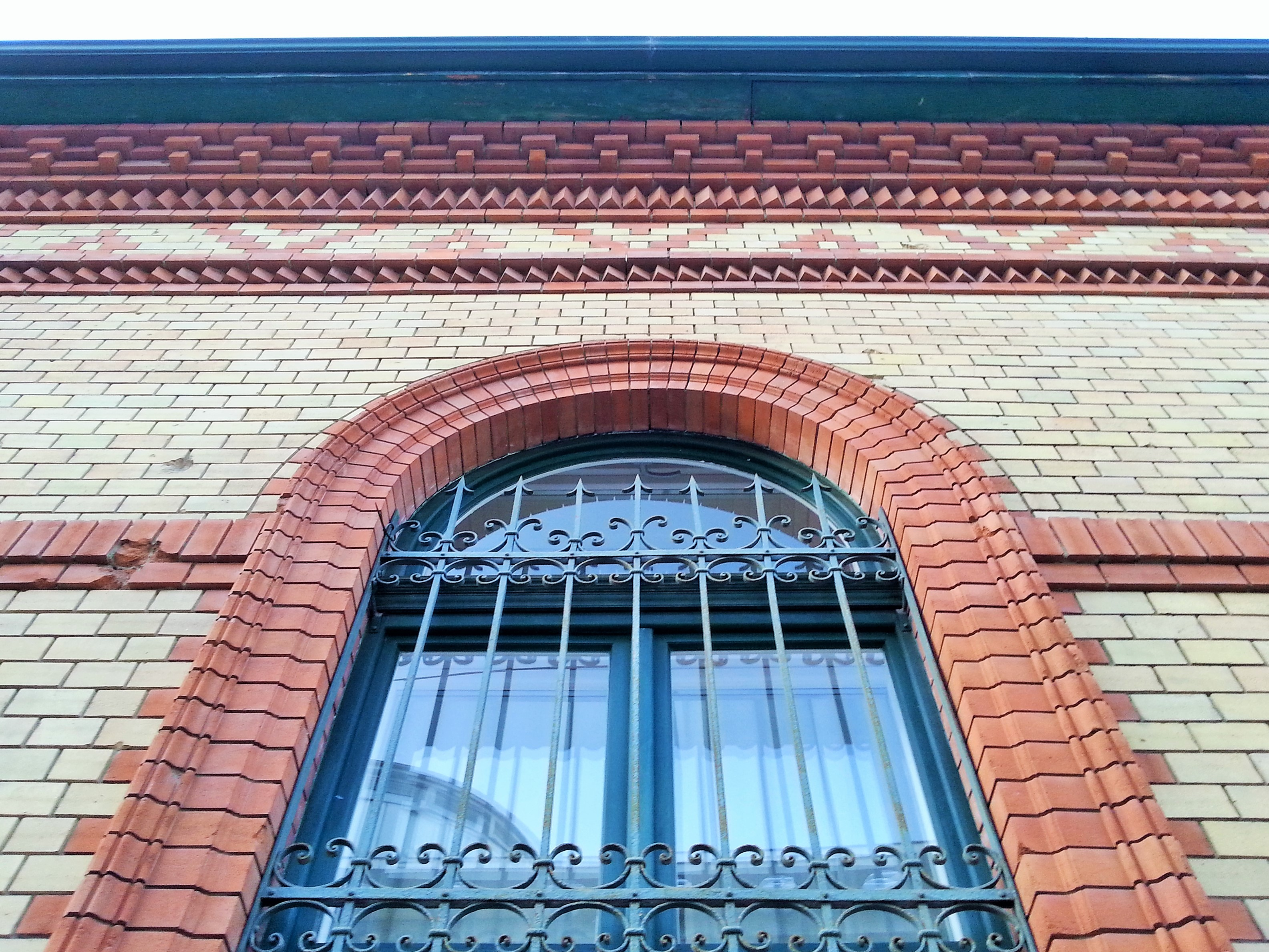
Angyalkert Tagóvoda
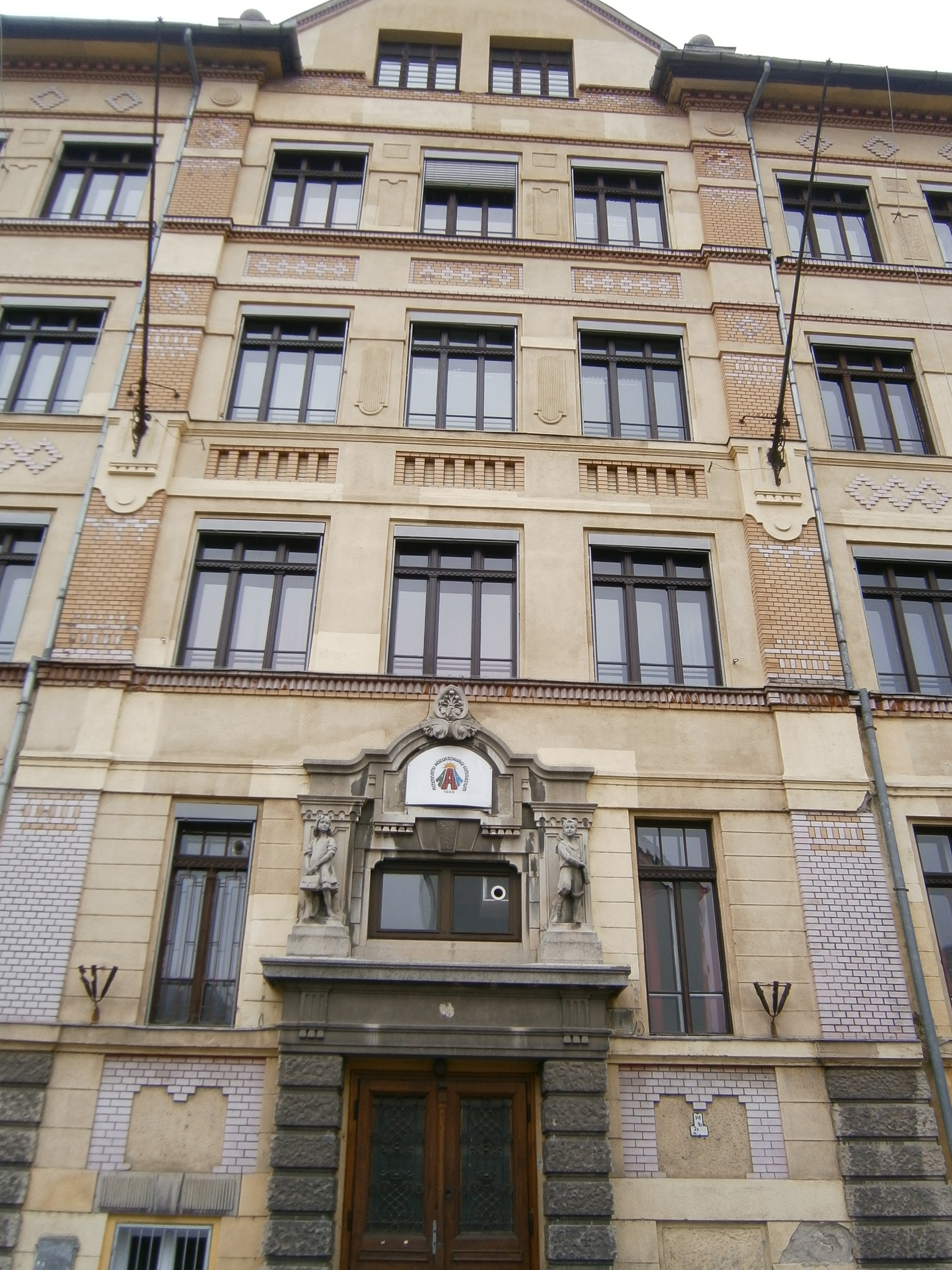
Miklós-téri elemi fiú és leányiskola
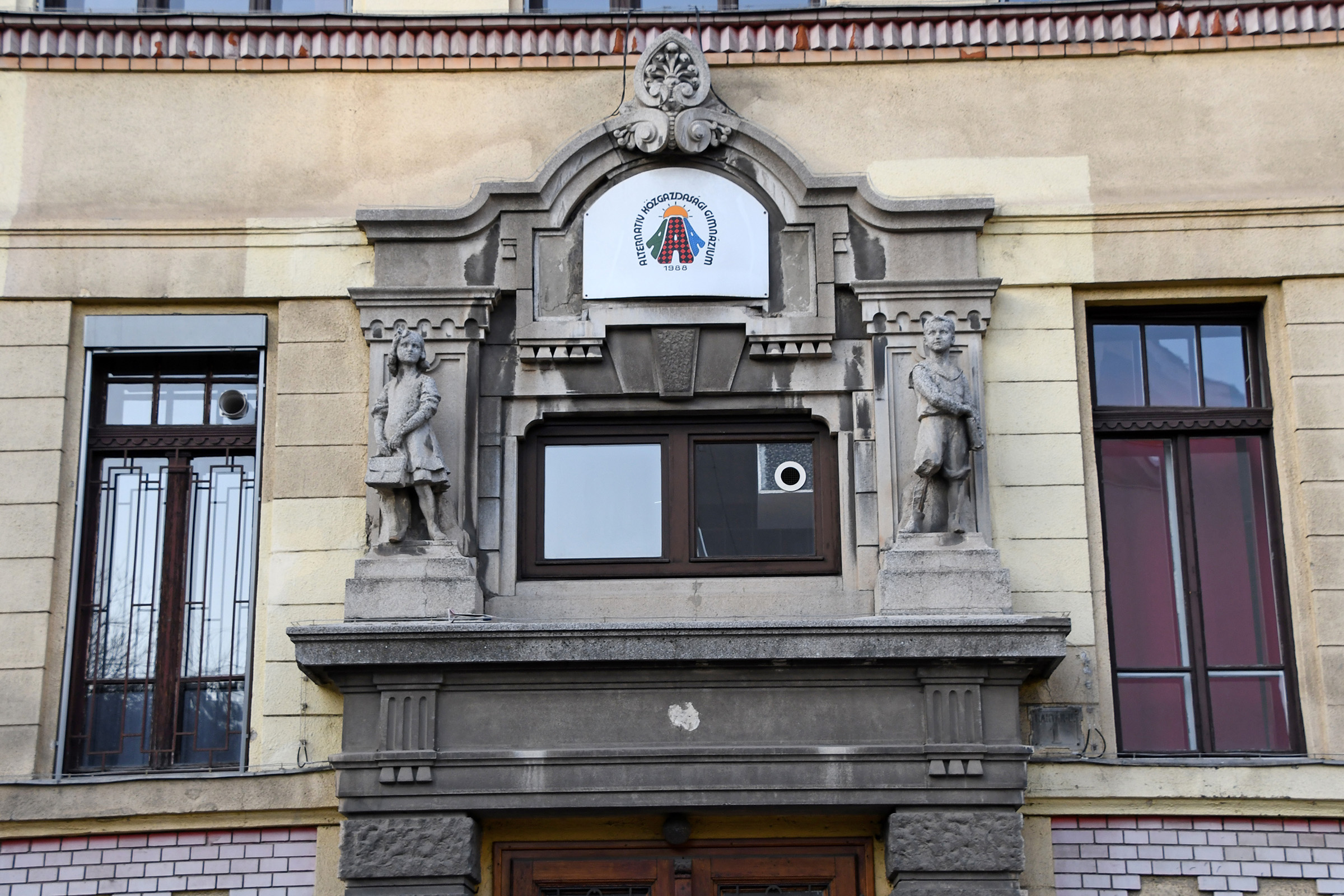
Miklós-téri elemi fiú és leányiskola
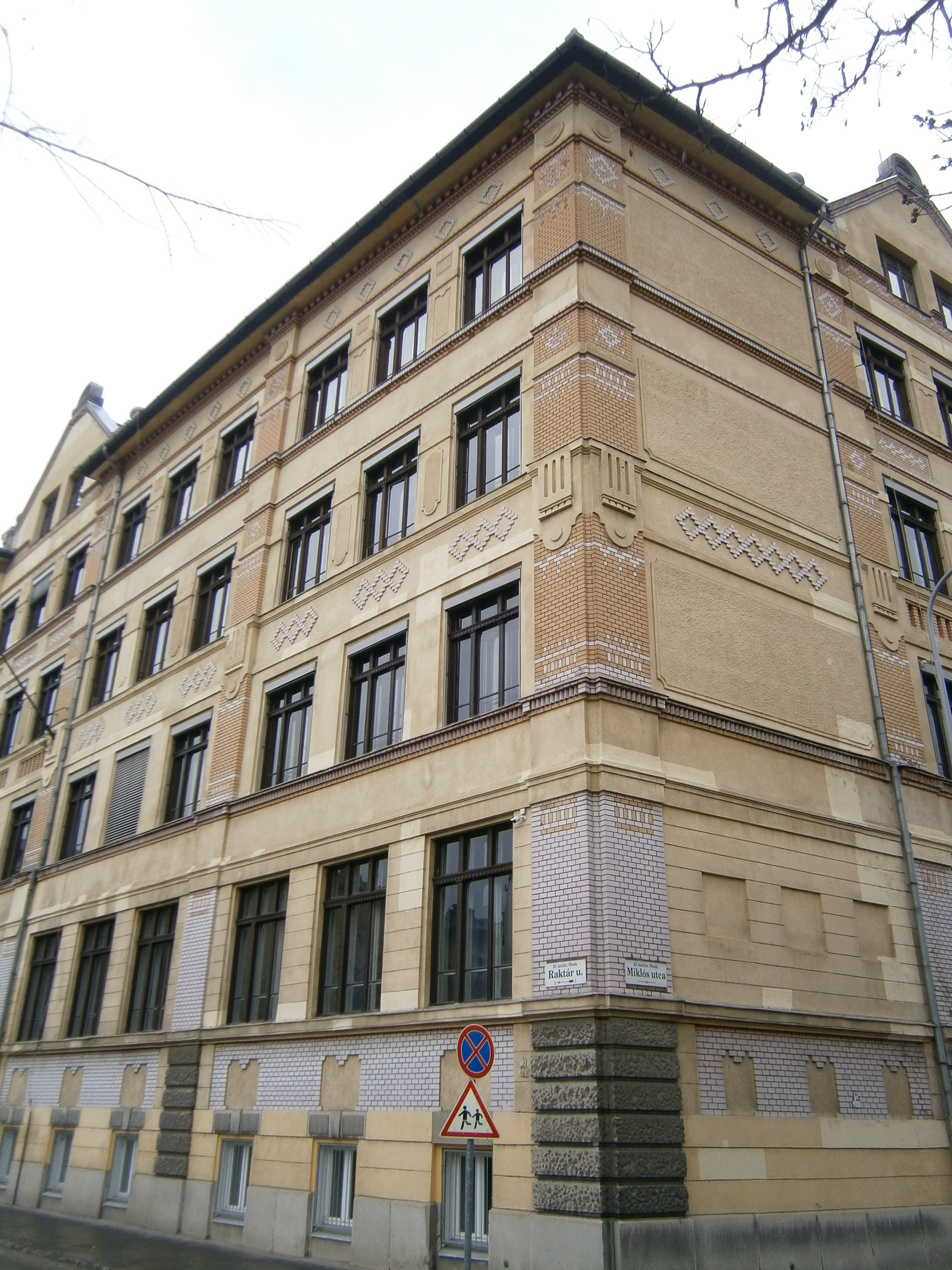
Miklós-téri elemi fiú és leányiskola